# Macrocoma henoni
Macrocoma henoni é uma espécie de escaravelho de folha do Iraque e Norte de África. Foi primeiro descrito por Maurice Pic em 1894, como espécies de Pseudocolaspis.

## Subespécie
Existem três subespécies de M. henoni:
- Macrocoma henoni babylonica Lopatin, 1986: Encontrado no Iraque.
- Macrocoma henoni henoni (Pic, 1894): A subespécie nominotípica. Distribuído principalmente na Argélia[3] e norte de Marrocos.[4]
- Macrocoma henoni occidentalis (Escada, 1914):[5] Distribuído principalmente ao Sul de Marrocos.